# Pius Paschke
Pius Paschke (Kiefersfelden, 20 de mayo de 1990) es un deportista alemán que compite en salto en esquí. Ganó una medalla de oro en el Campeonato Mundial de Esquí Nórdico de 2021, en la prueba de trampolín grande por equipo.

## Palmarés internacional
| Campeonato Mundial | Campeonato Mundial    | Campeonato Mundial | Campeonato Mundial |
| Año                | Lugar                 | Medalla            | Prueba             |
| ------------------ | --------------------- | ------------------ | ------------------ |
| 2021               | Oberstdorf (Alemania) | Medalla de oro     | TG por equipo      |